# Nina Sky
 (août 2025).
Si vous disposez d'ouvrages ou d'articles de référence ou si vous connaissez des sites web de qualité traitant du thème abordé ici, merci de compléter l'article en donnant les références utiles à sa vérifiabilité et en les liant à la section « Notes et références ».
Nina Sky est le duo formé par des sœurs jumelles d'origine porto-ricaine, Nicole et Natalie Albino (NiNa est formé de la première syllabe de leurs prénoms, Sky veut dire Ciel en anglais), nées le 13 mars 1986  dans le Queens à New York.
Leur tube Move Ya Body est fondé sur le coolie dance Riddim.
En 2012, NiNa Sky est l'une des têtes d'affiche du festival lesbien californien, le Dinah Shore.

## Biographie
Les sœurs Albino sont nées le 13 mars 1986 à Porto Rico, Natalie étant la jumelle la plus âgée. Leurs parents ont ensuite déménagé à New York et ont divorcé quand les filles étaient jeunes. Les sœurs ont grandi à Astoria, dans le Queens, dans la région de Marine Terrace. En raison de leur beau-père travaillant comme DJ, les jumelles ont été influencés par différents types de musique à un âge précoce. À l'âge de 7 ans, les jumelles avaient déjà écrit leur première chanson, intitulée Sisters. À 10 ans, elles savaient qu'elles voulaient devenir chanteuse. À l'âge de 13 ans, elles ont appris à jouer au DJ et deux ans plus tard, elles donnaient des concerts dans de nombreux clubs.
Les parents des jumelles étaient très attachés aux ambitions de leurs filles, leur beau-père leur donnant des cours de guitare et de batterie. Ils ont été emmenés à des auditions et ils ont même joué de temps en temps dans certaines vitrines. Les sœurs voulant créer leur propre nom, elles ont donc utilisé les deux premières syllabes de leurs noms (« Ni » et « Na ») pour créer Nina. Ils ont ensuite ajouté Sky, qui représentait pour eux « le ciel est la limite ».

## Participations
- Mas Maiz avec N.O.R.E., Big Mato, Fat Joe, Lumidee, Chingo Bling & Lil Rob
- Oye Mi canto avec N.O.R.E., Daddy Yankee, Gem Star et Big Mato
- Hold You Down avec The Alchemist, Prodigy, Illa Ghee (album 1st Infantry, 2004)
- You're Lying avec Aventura (album God's Project, 2005)
- Play That Song (Tony Touch ft. B-Real & Nina Sky, 2005)
- Bailando (Yaga & Mackie ft. Nina Sky, 2005)
- Connection avec Sean Paul
- Más Maíz (N.O.R.E. ft. Fat Joe, Lumidee, Big Mato, Chingo Bling, La Negra of LDA, Lil Rob & Nina Sky, 2006)
- Come on and Dance with Me avec Frankie Negrón (album Mejor que nunca, 2006)
- Things You Do (Red Café & DJ Envy ft. Nina Sky, 2007)
- Flippin that avec Rick Ross, 2007
- Don't Be Shy (Belly ft. Nina Sky, 2007)
- Curtain Call avec Rick Ross, 2008
- Key to the city The Alchemist feat Nina Sky, Prodigy (EP "The Alchemist's Cookbook", 2008)
- Move (N.O.R.E. ft. Jim Jones & Nina Sky, 2009)
- Celle qu'il te faut, Kenza Farah feat Nina Sky, 2009
- Keep it going louder avec Major Lazer feat Nina Sky, 2009
- Boom (Play-N-Skillz ft. Pitbull & Nina Sky, 2009)
- Look out weekend avec Kid Sister feat Nina Sky, 2010
- Cocoa butter avec Action Bronson (Album "Well done", 2011)
- You, Creep feat Nina Sky, 2011
- Afterhours (TroyBoi ft. Diplo & Nina Sky, 2015)
- Riot (Azealia Banks ft. Nina Sky, 2016)